# Dèi Consenti

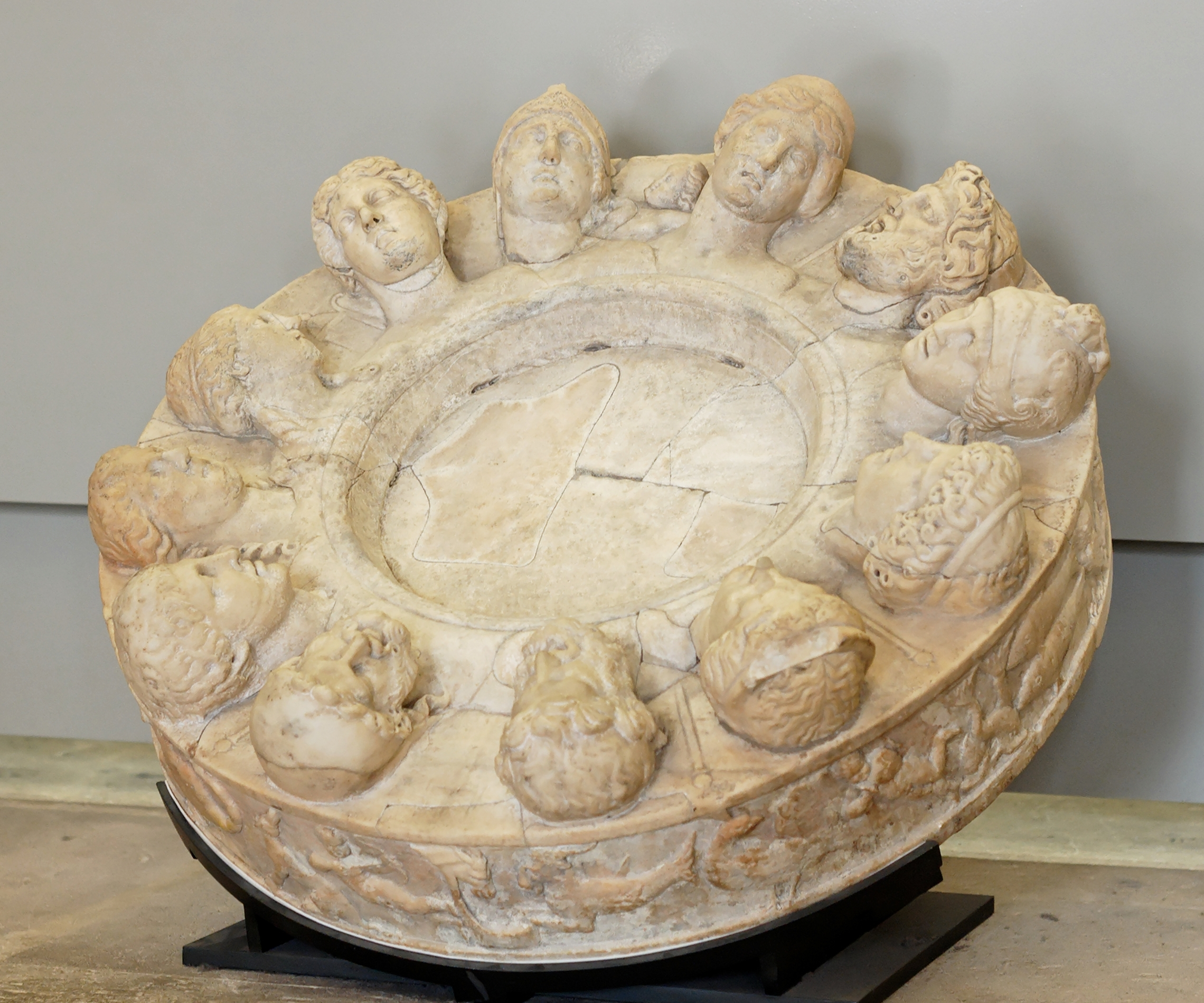
Altare del I secolo a.C. con effigi dei Dii Consentes, da Gabii

Gli Dèi Consenti (in latino Dii Consentes) erano un gruppo di dodici delle maggiori divinità della mitologia romana, elencate dal poeta Ennio nei suoi Annales, che avrebbero consentito, nelle loro deliberazioni, con Giove; ed erano, oltre a lui, Marte, Nettuno, Apollo, Mercurio, Vulcano, Giunone, Vesta, Minerva, Cerere, Venere e Diana.
Probabilmente sono un'assimilazione degli “dèi consenti” Etruschi, consiglieri del dio Tinia, spietati, senza nome e misteriosi, anch'essi in numero di dodici.
Queste divinità avevano un loro corrispondente nella religione greca (gli Olimpi, o Dodekatheon).
I loro simulacri dorati si innalzavano sotto il portico costeggiante la strada che saliva dal Foro Romano al Campidoglio.

## Le dodici divinità maggiori

### Apollo
Apollo era il dio della musica, della medicina e della profezia, oltre ad essere il patrono della poesia; era uno dei pochi dèi a non avere un suo corrispondente nella religione romana, ed il suo culto venne importato a Roma direttamente dai Greci già in età regia.

### Cerere
Cerere è la divinità romana e italica del grano, solitamente rappresentata come una matrona severa e maestosa, tuttavia bella e affabile, con una corona di spighe sul capo, una fiaccola in una mano e un canestro ricolmo di grano e di frutta nell'altra. In età greca era nota come Demetra.

### Diana
Diana è la dea della caccia e della luna, custode delle fonti e dei torrenti, è considerata anche la protettrice degli animali selvatici. Ella è una delle divinità più importanti della mitologia romana e classica in generale. Equivalente di Artemide nell'età greca.

### Giove
Giove era la divinità suprema della religione e della mitologia romana: dio latino del cielo equivalente a Zeus nella religione greca e Tinia in quella etrusca. Giove era soprannominato Optimus Maximus ad indicare che era il dio più importante.
infatti era il dio del cielo, quindi spesso rappresentato con un fulmine in mano.

### Giunone
Giunone era legata al ciclo lunare dei primitivi popoli italici, ed aveva un aspetto materno e matronale. Da identificare come Era, moglie di Zeus.

### Marte
Marte è, secondo la mitologia romana classica, il dio della guerra: inizialmente però era il dio della fertilità, della natura, il protettore per eccellenza e dio guerriero, ma non della guerra. Fu anche dio della folgore, del tuono e della pioggia. La sua natura italica lo fa essere un dio "guida" degli uomini, ma venne più tardi associato con la guerra e la battaglia, riprendendo il greco Ares.

### Mercurio
Mercurio rappresenta il messaggero degli dèi, il dio degli scambi, del profitto e del commercio, il suo nome latino probabilmente deriva dal termine merx o mercator, che significa mercante. Era Hermes in età greca.

### Minerva
Minerva è la divinità romana della guerra, e la protettrice degli artigiani. Venne probabilmente importata dagli etruschi, che la chiamavano Menerva. Era chiamata Atena dai greci.

### Nettuno
Nettuno era inizialmente il dio delle acque correnti e solo in seguito, intorno al 399 a.C., divenne il dio del mare, trasformandosi nell'equivalente del dio greco Poseidone; Nettuno inoltre veniva identificato con Nethuns, il dio etrusco delle acque dolci e dei pozzi.

### Venere
Venere, la dea dell'amore e della bellezza, nella mitologia romana, trova corrispondenza nella divinità greca Afrodite.
Era la dea Turan per gli Etruschi.
Era considerata la progenitrice di Roma, in quanto madre dell'eroe Enea.

### Vesta
Vesta era la dea del focolare domestico. Il suo culto veniva celebrato dalle vestali, sacerdotesse vergini incaricate di mantenere sempre acceso il fuoco sacro a lei dedicato. Secondo una tradizione, Vesta concesse a Bacco di salire sull'Olimpo al suo posto.
Il suo corrispettivo greco è Estia.

### Vulcano
Vulcano, noto ai greci come Efesto, era il dio romano del fuoco terrestre e distruttore. Appartiene alla fase più antica della religione romana.